# Augusto di Braganza
Augusto di Braganza (in portoghese Augusto Maria Miguel Gabriel Rafael Agrícola Francisco de Assis Gonzaga Pedro de Alcántara Loyola de Saxe-Coburgo-Gotha e Bragança; Lisbona, 4 novembre 1847 – Lisbona, 26 settembre 1889) è stato un nobile portoghese.
Fu infante del casato di Braganza-Sassonia-Coburgo-Gotha.

## Biografia
Nacque a Lisbona, quinto figlio maschio della regina Maria II e di suo marito, il re consorte Ferdinando II. Oltre ad essere infante del Portogallo, fu nominato principe di Sassonia-Coburgo-Gotha, duca di Sassonia e duca di Coimbra, succedendo a suo padre. Ebbe il trattamento di Altezza reale.
Alla fine del 1861, tre dei suoi fratelli, il re Pietro V, l'infante Giovanni, duca di Beja e l'infante Ferdinando, si ammalarono e morirono. Nonostante si fosse ammalato anche lui, sopravvisse e così il 27 dicembre 1861 divenne erede presuntivo dell'altro fratello e nuovo re Luigi I. Augusto rimase erede presuntivo fino al 28 settembre 1863, giorno di nascita del principe Carlo, primo figlio di re Luigi I.
Il duca di Coimbra servì nell’Exército Português diventando generale di una divisione. Nel 1862 ebbe probabilmente un figlio illegittimo, Antonio Lisci (Curridori), che visse in Sardegna.
Augusto morì a Lisbona nel 1889; è stato sepolto nel Pantheon del Casato di Braganza.

## Ascendenza
|                                       |                            |                                         | Genitori                               |  |  | Nonni |  |  | Bisnonni                                        |  |  | Trisnonni                                     |  |
|                                       |                            |                                         |                                        |  |  |       |  |  | Francesco Federico di Sassonia-Coburgo-Saalfeld |  |  | Ernesto Federico di Sassonia-Coburgo-Saalfeld |  |
|                                       |                            |                                         |                                        |  |  |       |  |  | Francesco Federico di Sassonia-Coburgo-Saalfeld |  |  | Ernesto Federico di Sassonia-Coburgo-Saalfeld |  |
|                                       |                            | Sofia Antonia di Brunswick-Wolfenbüttel |                                        |  |  |       |  |  | Francesco Federico di Sassonia-Coburgo-Saalfeld |  |  |                                               |  |
| Ferdinando di Sassonia-Coburgo-Koháry |                            |                                         |                                        |  |  |       |  |  | Francesco Federico di Sassonia-Coburgo-Saalfeld |  |  |                                               |  |
|                                       |                            | Augusta di Reuss-Ebersdorf              | Enrico XXIV di Reuss-Ebersdorf         |  |  |       |  |  |                                                 |  |  |                                               |  |
|                                       |                            | Augusta di Reuss-Ebersdorf              | Enrico XXIV di Reuss-Ebersdorf         |  |  |       |  |  |                                                 |  |  |                                               |  |
|                                       |                            | Augusta di Reuss-Ebersdorf              | Carolina Ernestina di Erbach-Schönberg |  |  |       |  |  |                                                 |  |  |                                               |  |
| Ferdinando II del Portogallo          |                            | Augusta di Reuss-Ebersdorf              |                                        |  |  |       |  |  |                                                 |  |  |                                               |  |
|                                       |                            | Ferenc József di Koháry                 | Ignaz II József Csabragi di Koháry     |  |  |       |  |  |                                                 |  |  |                                               |  |
|                                       |                            | Ferenc József di Koháry                 | Ignaz II József Csabragi di Koháry     |  |  |       |  |  |                                                 |  |  |                                               |  |
|                                       |                            | Ferenc József di Koháry                 | Maria Gabriella Cavriani               |  |  |       |  |  |                                                 |  |  |                                               |  |
| Maria Antonia di Koháry               |                            | Ferenc József di Koháry                 |                                        |  |  |       |  |  |                                                 |  |  |                                               |  |
|                                       |                            | Maria Antonia di Waldstein              | Giorgio Cristiano di Waldstein         |  |  |       |  |  |                                                 |  |  |                                               |  |
|                                       |                            | Maria Antonia di Waldstein              | Giorgio Cristiano di Waldstein         |  |  |       |  |  |                                                 |  |  |                                               |  |
|                                       |                            | Maria Antonia di Waldstein              | Maria Isabella di Ulfeldt              |  |  |       |  |  |                                                 |  |  |                                               |  |
| Augusto di Braganza-Coburgo           |                            | Maria Antonia di Waldstein              |                                        |  |  |       |  |  |                                                 |  |  |                                               |  |
|                                       | Giovanni VI del Portogallo | Pietro III del Portogallo               |                                        |  |  |       |  |  |                                                 |  |  |                                               |  |
|                                       | Giovanni VI del Portogallo | Pietro III del Portogallo               |                                        |  |  |       |  |  |                                                 |  |  |                                               |  |
|                                       | Giovanni VI del Portogallo | Maria I del Portogallo                  |                                        |  |  |       |  |  |                                                 |  |  |                                               |  |
| Pietro I del Brasile                  | Giovanni VI del Portogallo |                                         |                                        |  |  |       |  |  |                                                 |  |  |                                               |  |
|                                       |                            | Carlotta Gioacchina di Borbone-Spagna   | Carlo IV di Spagna                     |  |  |       |  |  |                                                 |  |  |                                               |  |
|                                       |                            | Carlotta Gioacchina di Borbone-Spagna   | Carlo IV di Spagna                     |  |  |       |  |  |                                                 |  |  |                                               |  |
|                                       |                            | Carlotta Gioacchina di Borbone-Spagna   | Maria Luisa di Borbone-Parma           |  |  |       |  |  |                                                 |  |  |                                               |  |
| Maria II del Portogallo               |                            | Carlotta Gioacchina di Borbone-Spagna   |                                        |  |  |       |  |  |                                                 |  |  |                                               |  |
|                                       |                            | Francesco II d'Asburgo-Lorena           | Leopoldo II d'Asburgo-Lorena           |  |  |       |  |  |                                                 |  |  |                                               |  |
|                                       |                            | Francesco II d'Asburgo-Lorena           | Leopoldo II d'Asburgo-Lorena           |  |  |       |  |  |                                                 |  |  |                                               |  |
|                                       |                            | Francesco II d'Asburgo-Lorena           | Maria Luisa di Borbone-Spagna          |  |  |       |  |  |                                                 |  |  |                                               |  |
| Maria Leopoldina d'Asburgo-Lorena     |                            | Francesco II d'Asburgo-Lorena           |                                        |  |  |       |  |  |                                                 |  |  |                                               |  |
|                                       |                            | Maria Teresa di Borbone-Due Sicilie     | Ferdinando I delle Due Sicilie         |  |  |       |  |  |                                                 |  |  |                                               |  |
|                                       |                            | Maria Teresa di Borbone-Due Sicilie     | Ferdinando I delle Due Sicilie         |  |  |       |  |  |                                                 |  |  |                                               |  |
|                                       |                            | Maria Teresa di Borbone-Due Sicilie     | Maria Carolina d'Asburgo-Lorena        |  |  |       |  |  |                                                 |  |  |                                               |  |
|                                       |                            | Maria Teresa di Borbone-Due Sicilie     |                                        |  |  |       |  |  |                                                 |  |  |                                               |  |